# Jackson Pollock
Paul Jackson Pollock, född 28 januari 1912 i Cody i Wyoming, död 11 augusti 1956 i Springs i Suffolk County på Long Island i New York, var en amerikansk målare. Han var en av den abstrakta expressionismens pionjärer och dess centralfigur inom action painting.

## Biografi
Pollock föddes i Cody i Wyoming, tillbringade sin barndom i Arizona och växte upp i södra Kalifornien. Han kom att bli förtrogen med de i sydvästra USA bosatta indianernas konst, särskilt deras sandmåleri, och fann inspiration i detta när han senare skapade sina stora abstrakta expressionistiska målningar.
I oktober 1945 gifte sig Pollock med konstnären Lee Krasner, och i november flyttade de till vad som idag är känt som ”Pollock-Krasner House and Studio”, i Springs på Long Island i New York. Peggy Guggenheim lånade dem bottenvåningen på trähuset med en tillhörande lada, som Pollock gjorde om till ateljé. 
Inom den abstrakta expressionismen var Lee Krasner och Hans Hofmann bland de första att använda sig av action painting. Pollock hade dock introducerats till liknande tekniker redan 1936, av den mexikanske muralisten David Alfaro Siqueiros vid en experimentell workshop i New York. I sin nya ateljé kom han nu att fullända sin teknik att arbeta spontant med flytande färg, och kom att bli förgrundsgestalt för stilen.
Som målare var Pollock inte någon naturbegåvning; han kämpade länge med sin oförmåga att bemästra de traditionella måleriteknikerna. Han beslutade sig för att i formen ge uttryck för denna kamp och sökte göra själva handlingen att måla till dess eget ämne. Pollock övergav palett, staffli och till och med penslar, och började istället att droppa, stänka, kasta och hälla färgen på duken, som vanligtvis låg utlagd på golvet i ateljén.
| ”                                             | Jag föredrar att nubba fast den ospända duken på den hårda väggen eller på golvet. Jag behöver motståndet från en hård yta. På golvet är jag mera otvungen. Jag känner mig närmare målningen, mera som en del av den, eftersom jag på detta sätt kan gå runt den, arbeta från alla de fyra sidorna och bokstavligen befinna mig i målningen. Detta är besläktat med den metod, som används av Västerns indianska sandmålare. | „ |
| – ”My Painting” i Possibilities, I, 1947-1948 | |   |

Han utvecklade det som senare kallades för ”dropp-tekniken”, och använde även bland annat stelnande borstar och pinnar för att skapa sina konstverk. Pollock kunde också göra ett hål i en färgburk för att få en förlängd dropplinje.
Hans främsta verk tillkom under perioden 1947–1951, bland annat Höstrytm (1950; Metropolitan Museum of Art).
Pollock använde flera olika typer av målarfärg och höll sig inte enbart till de konstnärsfärger som fanns till hands vid den tiden. Vid behov användes hus- och industrifärger. Han hade bland annat fått arbeta med nitrocellulosafärg vid Siqueiros experimentella workshop i New York 1936, vilket han kom att använda några år senare. I dropp-teknik-målningarna använde han även konstnärs-oljefärg och alkyd-husfärg.
Pollock anslöt sig inte till några konstnärsgrupper och hade inte några elever. Den nederländske målaren Willem de Kooning var den som konstnärligt stod honom närmast. Konstvetare betraktar Pollock och de Kooning som ledare för den spontanistiska flygeln inom den abstrakta expressionismen. 
Jackson Pollock omkom 1956 i en bilolycka då han körde bil alkoholpåverkad, 44 år gammal.

## Utmärkelser
Asteroiden 5800 Pollock är uppkallad efter honom.